# Gratiola oresbia
Gratiola oresbia là một loài thực vật có hoa trong họ Mã đề. Loài này được B.L.Rob. mô tả khoa học đầu tiên năm 1909.